# Bisdom El Paso
Het bisdom El Paso (Latijn: Dioecesis Elpasensis) is een rooms-katholiek bisdom met als zetel El Paso, in de Amerikaanse staat Texas. Het bisdom is suffragaan aan het aartsbisdom San Antonio. 

## Geschiedenis
Het bisdom werd opgericht op 3 maart 1914, uit delen van de bisdommen Dallas, San Antonio en Tucson. 
Het verloor meermaals gebied bij de oprichting van de bisdommen Amarillo (1926), San Angelo (1961) en Las Cruces (1982). 

## Parochies
Het bisdom had in 2023 een oppervlakte van 69.090 km2 en telde 923.088 inwoners waarvan 78,0% rooms-katholiek was.

## Bisschoppen
- John Joseph Brown (22 januari 1915 - niet in bezit genomen)
- Anthony Joseph Schuler (17 juni 1915 - 29 november 1942)
- Sidney Matthew Metzger (29 november 1942 - 17 maart 1978; coadjutor sinds 26 december 1941)
- Patrick Fernández Flores (4 april 1978 - 23 augustus 1979)
- Raymundo Joseph Peña (24 april 1980 - 23 mei 1995)
- Armando Xavier Ochoa (1 april 1996 - 1 december 2011)
- Mark Joseph Seitz (6 mei 2013 - heden)
  - Anthony Cerdan Celino (hulpbisschop: 8 februari 2023 - heden)

## Galerij van afbeeldingen

Wapen van het bisdom
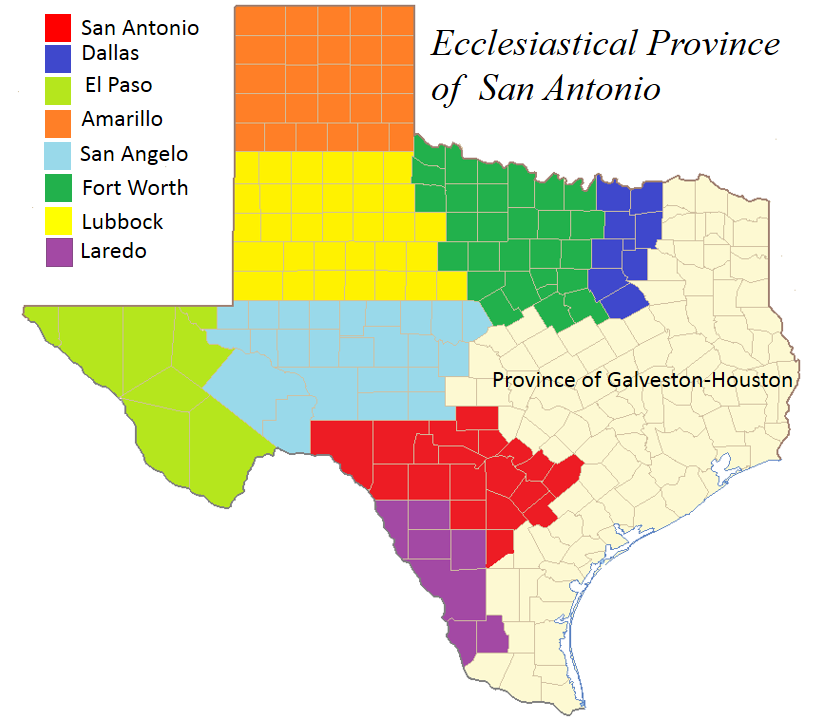
Kerkprovincie met aartsbisdom en suffragane bisdommen
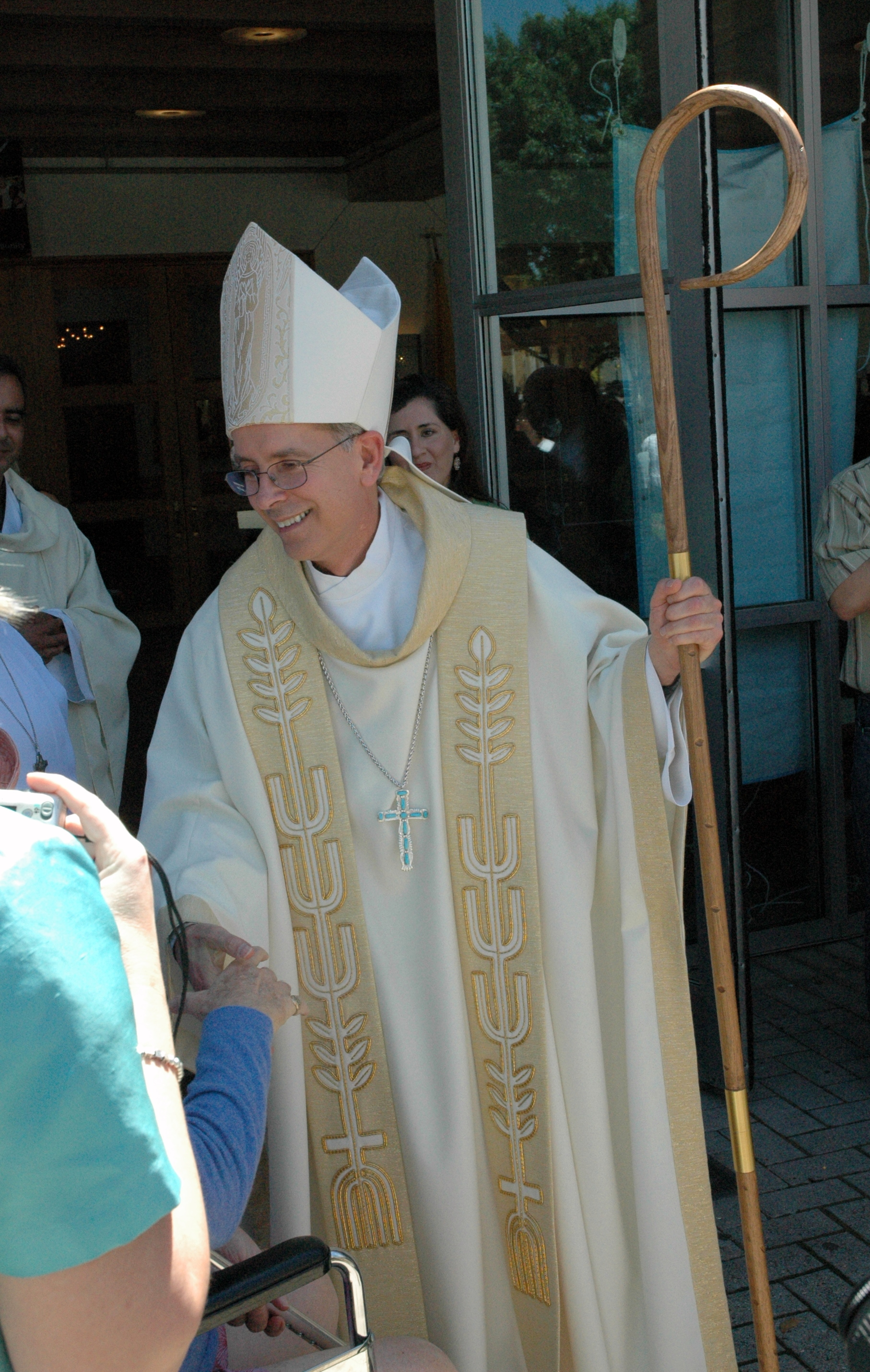
Bisschop Mark Joseph Seitz (2013-heden)

San Antonio (aartsbisdom) · Amarillo · Dallas · El Paso · Fort Worth · Laredo · Lubbock · San Angelo